# Gottlieb Erdmann Gierig
Gottlieb Erdmann Gierig est un philologue allemand, né à Wehrau (Lusace) en 1753 et mort en 1814. 

## Biographie
Il fut professeur à Lennep, puis à Dortmund, et recteur du lycée de Fulde (1805). On lui doit de bonnes éditions classiques des auteurs latins, dont les plus estimées sont celles des Œuvres d’Ovide (1784, 2 vol. in-8°) et de Pline le Jeune. L’un des premiers, il fit entrer dans les éditions destinées aux commençants des notes sur les particularités de l’antiquité latine. Gierig a publié la Vie, le caractère moral et le mérite littéraire de Pline le Jeune (Dortmund, 1798).

## Œuvres
- Plutarchi instituta et excerpta apophthegmata laconica, Leipzig, 1779
- Manuel cosmologique pour la jeunesse, Leipzig, 1792
- Praecepta nonnulla et exempla benè dicendi, Leipzig, 1792
- La Vie, le caractère moral et le mérite littéraire de Pline le Jeune, Dordmund, 1798
- Plinii Caecilii secundi epistorarum libri decem, Amsterdam et Leipzig, 1806